# شیدروو (استان آرخانگلسک)
شیدروو (به لاتین: Shidrovo) یک منطقهٔ مسکونی در روسیه است که در استان آرخانگلسک واقع شده‌است.